# Little Marie
Pour plus de détails, voir Fiche technique et Distribution.
Little Marie est un film américain réalisé par Tod Browning, sorti en 1915.

## Fiche technique
- Titre : Little Marie
- Réalisation : Tod Browning
- Pays de production : États-Unis
- Format : Noir et blanc - 1,33:1 - Film muet
- Genre : court métrage
- Date de sortie : 1915

## Distribution
- Charles West : Beppo Puccini
- Seena Owen : Bianca Pastorelli
- Tom Wilson : Sam Coggini
- Walter Long